# David R. Skillman
| 187638 Greenewalt    | 11 febbraio 2007 |
| 256547 Davidesmith   | 22 aprile 2007   |
| 300221 Brucebills    | 10 dicembre 2006 |
| 311785 Erwanmazarico | 19 ottobre 2006  |
| 330420 Tomroman      | 11 febbraio 2007 |
| 341359 Gregneumann   | 14 ottobre 2007  |
| 345971 Marktorrence  | 14 ottobre 2007  |
| 417955 Mallama       | 14 ottobre 2007  |
| 436149 Edabel        | 7 novembre 2007  |

David R. Skillman (...) è un astronomo statunitense.
Il Minor Planet Center gli accredita la scoperta di tredici asteroidi, effettuate tra il 2004 e il 2009.